# Czarkówka rozetkowa

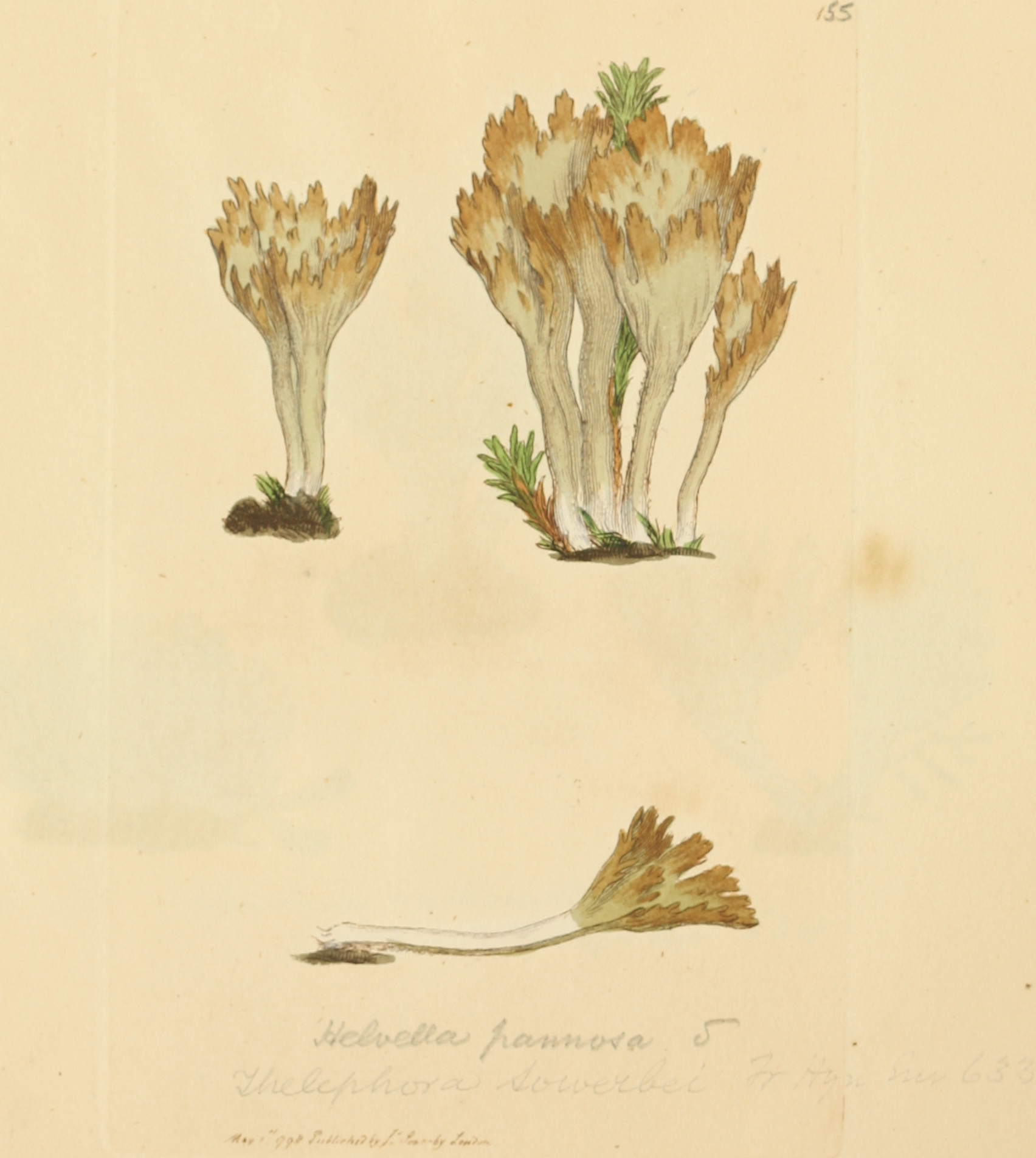

Czarkówka rozetkowa (Cotylidia pannosa (Sowerby) D.A. Reid) – gatunek grzybów z rodziny Rickenellaceae.

## Systematyka i nazewnictwo
Pozycja w klasyfikacji według Index Fungorum: Cotylidia, Rickenellaceae, Hymenochaetales, Agaricomycetidae, Agaricomycetes, Agaricomycotina, Basidiomycota, Fungi.
Po raz pierwszy gatunek ten opisał w 1799 r. James Sowerby, nadając mu nazwę Helvella pannosa. Jak sztuczna, oparta tylko na zewnętrznym podobieństwie była to klasyfikacja, świadczy fakt, że Helvella jest przedstawicielem typu workowców, tymczasem gatunki rodzaju Cotylidia należą do typu podstawczaków. Później gatunek ten zaliczany był do różnych innych rodzajów. Obecną, uznaną przez Index Fungorum nazwę, nadał mu Scott Alan Redhead w 1965 r.
Ma 14 synonimów. Niektóre z nich:
- Cotylidia pallida (Pers.) Boidin 1959
- Podoscypha pallida (Pers.) Pilát 1930
- Thelephora pallida (Pers.) Pers. 1800[3].

Polską nazwę nadał Stanisław Domański w 1991 r.

## Morfologia
Owocniki
O wysokości 1–5 cm. Zwykle występują gromadnie, a sąsiednie zrastają się z sobą, czasem tworząc rozety o różnych wymiarach, czasami jednak są pałeczkowate lub pseudolejkowate. Kapelusz w stanie świeżym czysto biały, ale szybko żółknący podczas suszenia. W eksykatach jego kolor waha się od bladego, płowożółtego lub kremowobrązowego do ciemnobrązowego w starych zbiorach. Górna powierzchnia jest utworzona z rzucających się w oczy promieniście ułożonych, przypominających linę, pasm strzępek, które nadają grzybowi wyraźnie włóknisty wygląd. Powierzchnia hymenialna gładka, pofałdowana, w stanie świeżym mniej więcej w kolorze kapelusza, po wyschnięciu staje się kremowa lub ochrowa. Pod lupą powierzchnia hymenium często wydaje się wyraźnie kutnerowata z powodu obecności wystających cystyd, ale są one bardzo kruche i mogą być trudne do zauważenia na materiale zielnikowym. Trzon zwykle szczątkowy, ale jeśli występuje, jest krótki i gruby, z białawym lub płowożółtym kutnerem pokrywającym podstawę i rozciągającym się na otaczającą glebę i resztki roślinne.
Cechy mikroskopowe
System strzępkowy monomityczny. Strzępki szkliste, rozgałęzione, o średnicy 3–5(–6) µm, bez sprzążek. Niektóre są skręcone, podobne do wstążek i mają cienkie lub lekko pogrubione ścianki. Nie ma wyraźnej skórki. Hymenium u niektórych okazów osiąga grubość 170 µm. Cystydy w postaci długich, cylindrycznych lub lekko maczugowatych strzępek, wyrastających w tramie tuż nad hymenium i wystających poza podstawki na długość do 75 µm. Mają szerokość 8–13 µm, cienkie lub bardzo lekko pogrubione ściany i nie mają przegród. Podstawki do 50 × 6–8 µm, cylindryczne do maczugowatych, zwykle 4-zarodnikowe, ale czasami 2-zarodnikowe. Zarodniki (5–)6–8,5(–9) × (3–)3,75–4 µm, cienkościenne, szkliste, elipsoidalne z wyraźnym bocznym wierzchołkiem. Niedojrzałe zarodniki są bardzo szeroko eliptyczne.

## Występowanie i siedlisko
Podano stanowiska czarkówki rozetkowej w Ameryce Północnej, Europie oraz w kilku miejscach w Azji i Afryce. W Polsce W. Wojewoda w 2003 r. przytoczył 8 stanowisk, w tym 4 dawne. W Czerwonej liście roślin i grzybów Polski ma status E – gatunek wymierający, którego przeżycie jest mało prawdopodobne, jeśli nadal będą działać czynniki zagrożenia. Aktualne stanowiska podaje internetowy atlas grzybów. Znajduje się w nim na liście gatunków zagrożonych i wartych objęcia ochroną.
Naziemny grzyb saprotroficzny, być może tworzy mykoryzę z bukiem. Występuje w lasach liściastych i mieszanych, czasami na obrzeżach dróg, często pod bukami.